# Delosperma adelaidense
Delosperma adelaidense är en isörtsväxtart som beskrevs av Lavis. Delosperma adelaidense ingår i släktet Delosperma, och familjen isörtsväxter. Inga underarter finns listade i Catalogue of Life.